# Setina nickerli
Setina nickerli är en fjärilsart som beskrevs av Hans Rebel 1906. Setina nickerli ingår i släktet Setina och familjen björnspinnare. Inga underarter finns listade i Catalogue of Life.